# Paziella atlantis
Paziella atlantis is een slakkensoort uit de familie van de Muricidae. De wetenschappelijke naam van de soort is voor het eerst geldig gepubliceerd in 1945 door Clench & Farfante.